# Muli Katzurin
Samuel „Muli“ Katzurin (hebräisch מולי (שמואל) קצורין; * 30. November 1954 in Tel Aviv, Israel) ist ein israelischer Basketballtrainer, der neben zwei israelischen Landesmeistertiteln beim Serienmeister Maccabi aus seiner Heimatstadt sowie Meistertiteln in Polen und Tschechien auch als Nationaltrainer in seinem Heimatland und in Polen gearbeitet hat. Zuletzt trainierte er bis November 2015 den deutschen Bundesligisten Eisbären Bremerhaven.

## Laufbahn
Katzurin wurde bereits in jungen Jahren Trainer und war zunächst zwischen 1978 und 1982 Co-Trainer bei Hapoel Tel Aviv, Maccabi Ramat Gan und Beitar Tel Aviv. Mit knapp 28 Jahren wurde er dann Cheftrainer bei Maccabi South in seiner Heimatstadt, nach zwei Jahren wechselt er zum Erstligisten Maccabi Ramat Gan. Nach mehreren Trainerstationen, darunter fünf Jahre bei Hapoel Galil Elyon, wurde er schließlich 1993 Trainer des Serienmeisters Maccabi Tel Aviv, welche in jenem Jahr zum ersten Mal seit 1969 wieder die Meisterschaft in Israel ausgerechnet gegen seinen langjährigen Verein Hapoel Galil Elyon unter der späteren Maccabi-Trainerlegende Pini Gershon verpasst hatten. Katzurin leitete eine neue Erfolgsserie von 14 aufeinanderfolgenden Meisterschaften bis 2007 ein und holte mit dem Team 1994 sogar das Double aus Meisterschaft und Pokal, welches 1991 zuletzt gelungen war. 1995 musste er jedoch den Trainerstuhl von Maccabi wieder räumen und wechselte zum Pokalsieger Bnei aus Herzlia.
1997 wurde er dann Nationaltrainer Israels, ab 1998 zunächst in Personalunion als Vereinstrainer von Ironi Ramat Gan, dann als Vereinstrainer des polnischen Vereins Śląsk aus Breslau. Ab dem Jahr 2000 verzichtete er zunächst auf eine weitere Vereinstrainertätigkeit. 2003 erreichte er schließlich mit dem siebten Platz bei der EM 2003 die beste Endrundenplatzierung mit der israelischen Nationalmannschaft unter seiner Ägide, die danach bislang nicht wieder erreicht werden konnte. Im gleichen Jahr wurde er wieder Trainer bei Śląsk, doch bereits im folgenden Jahr gab er dann sogar beide Tätigkeiten auf, um zunächst unter anderem als Fernsehkommentator in seinem Heimatland zu arbeiten.
Erst 2006 nahm er seine Trainertätigkeit in Mitteleuropa wieder auf und wurde Trainer des tschechischen Spitzenvereins ČEZ Nymburk, welcher viermal tschechischer Doublegewinner mit ihm werden konnte. Zudem konnte er die tschechische Vereinsmannschaft überraschend bis ins Viertelfinale des Eurocup 2009/10 führen. Außerdem war er ab 2007 Nationaltrainer Polens und trainierte die Mannschaft bei der EM 2009, bei der der polnische Verband Gastgeber war. Polen verpasste das Viertelfinale, nachdem man in der Vorrunde noch den Nachbarn aus Litauen sowie das von Pini Gershon trainierte Bulgarien besiegt hatte. Mit dem neunten Platz erreichte man aber immerhin die beste Platzierung für Polen seit 1997.
2010 kehrte er nach Israel zurück und wurde Sportdirektor beim israelischen Verband. Seine Aufgaben als Sportdirektor entsprachen jedoch nicht seinen Vorstellungen. So war er über das Angebot von Alba Berlin aus der Basketball-Bundesliga im Januar 2011 erfreut, Nachfolger des entlassenen Luka Pavićević zu werden und nach Mitteleuropa zurückzukehren. Nach Ende der Saison 2010/2011 wurde bekanntgegeben, dass Katzurin in der nächsten Saison nicht mehr bei Alba trainieren würde.
Anschließend trainierte ab der Saison 2011/2012 bis zum Ende der Saison 2012/2013 im April 2013 die Skyliners Frankfurt in der Bundesliga. Sein Zweijahresvertrag wurde danach nicht mehr verlängert. Während seiner Zeit in Frankfurt stand die Mannschaft am Ende der Saison 2011/12 auf dem neunten Platz und am Ende der Saison 2012/13 auf dem 14. Tabellenplatz.
Nach einem Zwischenhalt in seinem Heimatland und einem Trainerposten bei Bnei Hertzeliya wurde er Anfang Februar 2015 vom deutschen Bundesligisten Eisbären Bremerhaven verpflichtet. Im November 2015 endete seine dortige Tätigkeit als Cheftrainer, nachdem zu Saisonbeginn 2015/16 der Erfolg ausgeblieben war.

## Erfolge
- 1988 und 1992 Israelischer Pokalsieg mit Hapoel Galil Elyon
- 1994 Double aus israelischer Meisterschaft und Pokal mit Maccabi Tel Aviv
- 1995 Israelische Meisterschaft mit Maccabi Tel Aviv
- 2000 Polnische Meisterschaft mit Śląsk Wrocław
- 2003 Siebter Platz bei der EM mit Israel
- 2004 Polnischer Pokalsieg mit Śląsk Wrocław
- 2007 bis 2010 Double aus Tschechischer Meisterschaft und Pokal mit ČEZ Nymburk
- 2009 Neunter Platz bei der EM mit Polen
- 2010 Viertelfinale EuroCup mit ČEZ Nymburk
- 2011 Vizemeisterschaft mit Alba Berlin